# Ромодановский, Василий Васильевич
Князь Василий Васильевич Ромодановский (ум. 1512) — воевода, окольничий и боярин во времена правления Ивана III Васильевича и Василия III Ивановича.
Из княжеского рода Ромодановские. Старший из семи сыновей родоначальника, князя Василия Фёдоровича Стародубского, который первым из князей Стародубских стал по своему уделу называться князем Ромодановским-Стародубским. Князь Василий Васильевич был старшим братом боярина князей Ивана «Телеляша», Семёна, Юрия, Феодора, Михаила и Бориса Васильевичей Ромодановских.

## Биография
В 1483 году, по «духовной» Верейского удельного князя Михаила Андреевича (согласно которой великий князь Иван III Васильевич делался наследником удела этого князя), князь Василий Васильевич был «боярином» Верейского князя Михаила Андреевича. После смерти в 1496 году князя Михаила, князь Василий перешел на службу к Московскому Великому князю Иоанну III, к которому, в силу завещания, в этом году перешёл удел Верейский, а вместе с уделом перешли и служилые князья.

### Служба Ивану III
В октябре 1488 года князь В. В. Ромодановский ездил послом в Крым к крымскому хану, откуда возвратился 16 ноября 1491 года. Он привез с собою из Крыма двух послов, которые из-за выявленной у них моровой язвы не были пропущены в Москву, а остановлены на берегу речки Волкони, где должны были зимовать. К ним было послано уполномоченное лицо с толмачом. Для безопасности, переговоры велись через реку.
В 1492 году Иоанн III послал своих воевод в Северскую землю, в помощь к удельным князьям Стародуба-Северского. Эти князья, имея удел в Северской земле, на границе Великого княжества литовского, служили оплотом от неожиданных нападений литовцев. В войске, посланном к князьям Стародубским, князь В. В. Ромодановский был вторым воеводой полка правой руки.
В 1495 году состоялась свадьба старшей дочери Иоанна III — Елены Иоанновны с великим князем Литовским Александром, сыном Казимира-Ягеллона. Венчание происходило в Вильне. 6 января прибыло за невестой посольство, а 13 января Иоанн III отпустил невесту. Сопровождать её было отправлено пышное Московское посольство (82 человека) с боярином князем С. И. Ряполовским и боярином Мих. Яковл. Русалкою во главе, причём оба боярина были с женами. Посольство это должно было не только сопровождать невесту, но и присутствовать на свадебных торжествах. Но этого показалось мало великому князю, и он вскоре (3 февраля), то есть менее, чем через месяц, послал новое посольство, в которое вошли: князь В. В. Ромодановский с женою, Андрей Захарович Щулепников и подьячий Иван Котов, чтобы «пожить при великой княгине Елене Ивановне, доколе она обойдется» в новой для неё обстановке, о чём велено было послу просить в речи при приёме его великим князем Литовским. По окончании свадебных торжеств, великим князем Александром Литовским «с великою честью», как говорится в летописи, было отпущено первое посольство, второе же (князь В В. Ромодановский с женою и другие) были оставлены на некоторое время при великой княгине Елене. Однако, и оно через нового посла Б. В. Кутузова (28 августа) было отозвано в Москву, куда В. В. Ромодановский и прибыл 20 сентября.
В 1496 году князь Василий Ромодановский принимал участие в Шведском походе на Финляндию, будучи вторым воеводою передового полка. В 1498 году, 30 марта, был опять отправлен послом в Вильну вместе с дьяком Василием Кулешиным. Ему было поручено учредить пограничный съезд для решения «взаимных спорных дел», а кроме того упрекнуть великого князя Литовского, что он ведет переписку с королём Шведским, который был недругом Иоанна, и попрекнуть ещё за упорство в непризнании за великим князем Московским титула князь «Всея Руси». Когда в сентябре 1498 году Казанский хан Абдул-Латиф прислал известие, что Урак с царевичем Салтаганом подступает к Казани, великий князь Иоанн послал в Казань своих воевод, причём князь Ромодановский был воеводою передового полка.
В конце 1498 года великий князь примирился с великою княгинею Софией Фоминичной и с сыном Василием Иоанновичем и тотчас же приказал расследовать дело о доносах на них. В 1499 году, как результат этого расследования, совершилась казнь князей Ряполовских и насильственное пострижение первого сановника государства — князя Ивана Юрьевича Патрикеева с сыном; тогда же были взяты под стражу и заподозренные в принадлежности к этой партии Андрей Иванович Коробов и князь В. В. Ромодановский. Однако, они под стражей были недолго. В 1500 году послан послом к литовскому великому князю. В 1501 году пожалован в окольничии, в сентябре 1501 года принимал участие в походе князей Стародуба-Северской земли (князя Семена Ивановича, сына Ивана Андреевича Можайского-Стародубского и князя Василия Ивановича Шемячича), посланных к Мстиславлю. В этом походе князь В. В. Ромодановский был воеводою сторожевого полка. После известия о победе под Мстиславлем, присланного князьями Семёном Ивановичем Стародубским и Василием Ивановичем Шемячичем, был от государя отправлен к князьям и воеводам Иван Микулин Ярового с изъявлением милости от великого князя, причём воеводам князю Ивану Михайловичу Воротынскому и князю Петру Семеновичу Лобану-Ряполовскому было велено остаться у князей в Стародубе, а остальным, в числе них и князю В. В. Ромодановскому, велено «быть в Москве».
В декабре 1502 года великий князь снова снарядил поход северских служилых князей на Литовскую землю, и в помощь посланы были воеводы Московские, причём князь В. В. Ромодановский опять был воеводою сторожевого полка. В 1503 году воевода Передового полка в походе на Лифляндию.

#### Служба Василию III
В сентябре 1507 года и в 1508 году, в таком же походе князей Северских — 3-м воеводою полка правой руки.
В 1509 году, когда, как окольничий (вторым), был в сентябре оставлен великим князем Василием III в Москве, во время отлучки своей из Москвы в Новгород Великий. В 1510 году показан в Тверских боярах и оставлен пятым «ведать Москву» на время новгородских и псковских государевых походов.
Скончался в 1512 году.

## Семья
От брака с неизвестной имел детей:
- Князь Ромодановский Михаил Васильевич по прозванию «Козлок».

## Критика
Князь В. В. Ромодановский, кажется в 1501 году, был пожалован окольничим, каковым упоминается «в списке бояр, окольничих и т. д.», составленном В. Н. Берхом, а затем в «Древней Российской Вивлиофике» упоминается в год смерти великого князя Ивана III, как старый окольничий, оставшийся новому великому князю Василию III от отца, но в Разрядных книгах, как окольничий, он нигде не упомянут. Несомненно только одно, что он уже был окольничим в 1509 году, когда, как окольничий (вторым), был в сентябре оставлен великим князем Василием III в Москве, во время отлучки своей из Москвы в Новгород Великий.